# Titanotylopus
Titanotylopus fou un camell gegant nord-americà que visqué durant el Pliocè. Aquest animal mesurava 3,5 metres d'alçada a l'espatlla i pesava gairebé una tona.
Titanotylopus era més alt que la majoria d'elefants del seu temps, com ara el mamut colombí i el mastodont. Com que Titanotylopus vivia a praderies i no a deserts, és probable que aquest camell manqués d'adaptacions per la vida al desert com les que tenen els camells d'avui en dia, com ara les gepes per conservar líquids.